# Festubert
Festubert är en kommun i departementet Pas-de-Calais i regionen Hauts-de-France i norra Frankrike. Kommunen ligger i kantonen Cambrin som tillhör arrondissementet Béthune. År 2022 hade Festubert 1 253 invånare.
I maj 1915 var kommunen skådeplats för slaget vid Festubert.

## Befolkningsutveckling
Antalet invånare i kommunen Festubert
| Referens: INSEE |